# جون كيو. روبرتس
جون كيو. روبرتس (بالإنجليزية: John Q. Roberts)‏ هو ضابط أمريكي، ولد في 2 سبتمبر 1914 في بواز في الولايات المتحدة، وتوفي في 4 يونيو 1942 في المحيط الهادئ.